# Engenharia hídrica
A Engenharia Hídrica é o ramo da engenharia que engloba a gestão dos recursos hídricos e as obras hidráulicas.
A formação de um engenheiro hídrico é fortemente ligada às ciências exatas devido aos projetos e as questões socioambientais visto que a água é fonte de conflitos.
No Brasil, o dia do engenheiro hídrico é comemorado pelo Confea/Crea em 22 de março, em conjunto com o Dia Mundial da Água, estabelecido pela ONU em 1992 e comemorado pela primeira vez 1993.

## Histórico
O primeiro curso de Engenharia Hídrica do Brasil foi criado pela Universidade Federal de Itajubá - UNIFEI , que também é pioneira com o curso de Engenharia Elétrica no país. A proposta de criação do curso de Engenharia Hídrica se deu com a aprovação da Política Nacional dos Recursos Hídricos - Lei 9.433/1997 que propõe uma gestão descentralizada dos recursos hídricos, regulamentando seu uso, tributos, qualidade e prestação de serviços.
De acordo com o Cadastro Nacional de Cursos e Instituições de Educação Superior do MEC (e-MEC), atualmente o curso em grau Bacharelado é ofertado pela Universidade Federal de Itajubá - UNIFEI (desde 1998), Universidade Federal de Pelotas - UFPEL (desde 2009), Universidade Federal do Rio Grande do Sul - UFRGS (desde 2011),  e Universidade Federal dos Vales do Jequitinhonha e Mucuri - UFVJM (desde 2012) e Universidade Federal Rural de Pernambuco - UFRPE (desde 2020).
Também de acordo com e-Mec, ainda que existam diversos cursos de pós-graduação relacionados ao tema "recursos hídricos", a oferta de "Engenharia Hídrica" na modalidade stricto sensu ocorre atualmente pela Universidade Federal de Itajubá - UNIFEI (Mestrado Profissional, desde 2017).

## Área de atuação
O campo de atuação do Engenheiro Hídrico é muito amplo, o profissional da área pode atuar em projetos, construções e montagens de estações de bombeamento e tratamento de água e esgoto, sistema de condução de água (irrigação, incêndio e drenagem) e esgoto, canais, hidrovias, hidrelétricas, portos, sistemas de aproveitamento de água de chuva, componentes hidromecânicos (bombas e turbinas), obras de contenção de cheias, estruturas de proteção costeiras. Projetos e estudos de estudos de impactos ambientais em bacias hidrográficas, gestão dos recursos hídricos, uso múltiplo da água, operação de reservatórios e gerenciamento de bacias hidrográficas.

## Atividades profissionais no sistema Crea/Confea
A Resolução Confea nº 492, de 30 de junho de 2006, publicada no Diário Oficial da União de 14 de julho de 2006 - seção 1 - pág. 103, regulamenta o registro profissional do engenheiro hídrico e discrimina suas atividades profissionais nos Conselhos Regionais de Engenharia, Arquitetura e Agronomia, conforme indicado em seu Art. 2º: 
Art. 2º - Compete ao engenheiro hídrico o desempenho das atividades 1 à 18 do art. 1º da Resolução nº 218, de 29 de junho de 1973, referentes ao uso e gestão de recursos hídricos superficiais, sistemas hidrológicos, sistemas de informações hidrológicas e circuitos hídricos, incluindo seus aspectos técnicos, sociais e ambientais.
Segundo o documento "Trajetória e estado da arte da formação em Engenharia, Arquitetura e Agronomia - volume II" elaborado pelo Confea e Inep, o conhecimento e capacidade de atuação do engenheiro hídrico pode-se dividir em quatro grupos de atividades profissionais: 
1) Sistemas Hídricos: Dentro desta grande área estão incluídas as áreas específicas: obras portuárias, dinâmica hidro-sedimentológica e salina de ambientes costeiros, hidrologia, hidrogeologia, prospecção e exploração de águas subterrâneas, saneamento, irrigação, drenagem, hidrovias, hidráulica fluvial e marítima com seus sistemas associados, e operação de reservatórios.
2) Hidromecânica: Nesta área estão incluídas as áreas específicas: estudos, projeto, instalação, operação e fiscalização de circuitos de sistemas hidráulicos industriais, urbanos, rurais, de energia, de transporte e de lazer; e dimensionamento dos esforços de ondes sobre edificações e estruturas.
3) Sistemas de Informações Hídricas: Inclui as áreas específicas: hidrometria, topo-batimetria, sistemas de informações geográficas, geoprocessamento, coleta de dados geográficos, instrumentação, hidrometereologia, monitoramento meteorológico, oceanográfico e hidrológico.

4) Gestão de Sistemas Hídricos: Dentro desta grande área estão incluídas as áreas específicas: planejamento e regulação de recursos hídricos, balanço hídrico, valoração das águas e dos recursos naturais, operação de reservatórios, gerenciamento de bacias hidrográficas, gestão integrada de recursos hídricos e zona costeira, monitoramento de qualidade de água e do meio ambiente, e controle de contaminação de rios, lagos, aquíferos, reservatórios e dos oceanos.

## Mercado de trabalho
O mercado de trabalho para o profissional da área está em franca expansão devido as obras de infraestrutura impulsionadas pelo PAC e pela escassez do recurso em algumas regiões do país.
O Engenheiro Hídrico pode atuar em empresas de projetos hidráulicos/civis/ambientais, indústrias que utilizam água no seu processo ( bebidas, siderúrgicas, alimentos, remédios), na identificação e recuperação de áreas contaminadas e nas agências ou órgãos de gestão dos recursos hídricos ( ANA, IGAM, SABESP).

## Disciplinas presentes na formação
- Hidráulica
- Hidrologia
- Geomática
- Geoprocessamento
- Geologia
- Mecânica dos solos
- Limnologia
- Ecologia
- Águas subterrâneas
- Irrigação
- Drenagem
- Saneamento
- Máquinas hidráulicas
- Hidrometria
- Meteorologia
- Portos e vias de navegação
- Aproveitamentos  hidrelétricos
- Gestão dos recursos hídricos
- Geopolítica
- Sistemas hídricos industriais
- Obras hidráulicas
- Hidráulica Fluvial
- Técnicas de tomada de decisão
- Economia dos recursos hídricos
- Materiais e métodos de construção civil
- Química da água
- Componentes hidromecânicos
- Oceanografia
- Engenharia Costeira
- Processos Litorâneos e estuarinos